# Forte de Santo Antônio da Barra
O Forte de Santo Antônio da Barra, popularmente chamado de Farol da Barra, é uma fortificação localizada na ponta do Padrão (atual Largo do Farol da Barra), em Salvador, no estado da Bahia, Brasil. De acordo com a Marinha do Brasil, é a primeira edificação militar do país, sendo seu farol o mais antigo das Américas. Teve sua estrutura atual erigida entre 1696 e 1702, a partir de um primitivo forte erguido no século 16.
Para os aficcionados da telecartofilia, a sua fachada e portão ilustram um cartão telefônico da série Fortes de Salvador, emitida pela Telebahia em junho de 1998. Também figura com destaque na emissão filatélica da ECT comemorando os 450 anos de Salvador, emitida em 29 de março de 1999.
Alguns pesquisadores em arqueoastronomia sustentam que os naufrágios na entrada da barra de Salvador são atribuídos à latitude de 13° sul em que o Farol da Barra se encontra.

## História

### Antecedentes
A primeira estrutura no local, para defesa da barra do porto da então capital da Colônia, foi erguida durante o governo-geral de Manuel Teles Barreto, entre 1583 e 1587. Provavelmente de faxina e terra, foi reconstruída em alvenaria de pedra e cal a partir de 1596, durante o governo-geral de D. Francisco de Sousa, de 1591 a 1602, com planta atribuída ao engenheiro-mor de Portugal, o cremonense Leonardo Torriani, no formato de um polígono octogonal regular.
Um manuscrito depositado no Instituto Histórico e Geográfico Brasileiro (L. 67 Ms. 1236), anônimo e sem data, mas do início do século XVII, possivelmente anterior a 1608, no capítulo dedicado à capitania da Bahia de Todos os Santos, sobre a cidade da Bahia (sic) informa a respeito deste forte:
"(...) e mais apartado da cidade, em uma ponta de terra, está o Forte de Santo Antônio o qual tem de presídio dez soldados, dos quais quatro são mosqueteiros e seis arcabuzeiros, um cabo, condestável que todos vencem soldo conforme o de S. Filipe. Tem o capitão com 40.000 réis ] de ordenado."

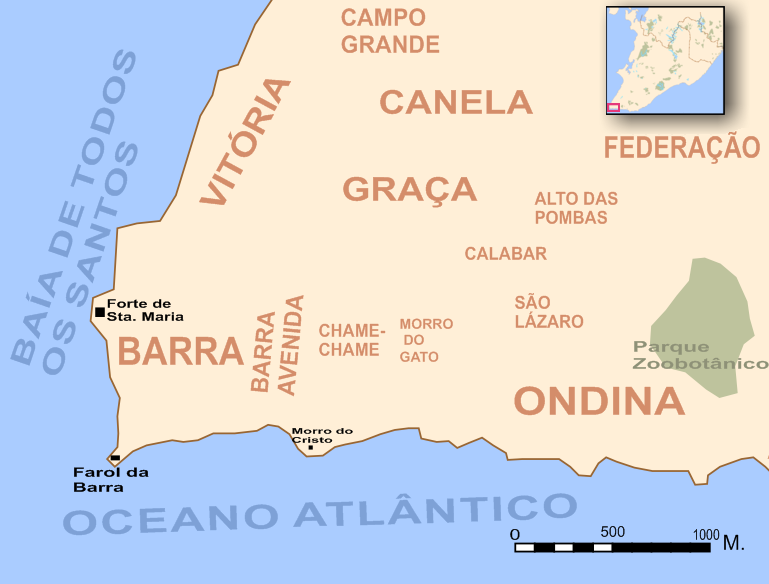
Forte de Santo Antônio da Barra: mapa de localização.

No mesmo período, Diogo de Campos Moreno complementa essas informações:
Forte de Santo António da Barra com um canhão de bronze de 38 quintais jogando 10 libras de bolas; dois sacres ou meia espera de bronze de dezoito quintais jogando 10 libras de bola; um falcão de dedo de seis quintais. O capitão tinha de ordenado 60 mil réis anuais; o tenente ou cabo de esquadra, 38 mil réis; e dez mosqueteiros, a 33 mil réis cada um. O condestável de artilharia percebia 38.400 por ano. Um ajudante, a 19.200 [réis].— Diogo de Campos Moreno 

### Invasões holandesas
No contexto das Invasões holandesas do Brasil, foi ocupado pelos neerlandeses na ofensiva de 1624 sem oferecer resistência, no dia 9 de maio. Foi reconquistado por tropas luso-castelhanas no ano seguinte, que nele concentraram o foco do contra-ataque, até à chegada da esquadra de d. Fadrique de Toledo Osório. Desse modo, foi ao abrigo do fogo da artilharia do Forte da Barra, que quatro mil homens desembarcaram para a retomada de Salvador, de onde expulsaram os invasores a 30 de abril.
Em 1626, um arquiteto francês projetou-lhe a forma de um polígono hexagonal, com dez metros de lado (SOUZA, 1983:171), o que se acredita não tenha se materializado, uma vez que se encontra figurado por João Teixeira Albernaz, o velho (Baía de Todos os Santos, 1631. Mapoteca do Itamaraty, Rio de Janeiro), ainda como um polígono octogonal, mas artilhado com apenas três peças pelo lado do mar. O acesso, pelo lado de terra, alcançava as dependências de serviço, no terrapleno, flanqueadas por dois baluartes circulares.

### Construção do farol da Barra
Após o naufrágio do Galeão Santíssimo Sacramento, capitânia da frota da Companhia Geral do Comércio do Brasil, num banco de areia frente à foz do rio Vermelho, a 5 de maio de 1668, o forte foi reedificado a partir de 1696, durante o governo-geral de João de Lencastre (1694-1702), quando recebeu um farol — um torreão quadrangular encimado por uma lanterna de bronze envidraçada, alimentada a óleo de baleia —, o primeiro existente no Brasil e em todo o Continente (1698). Passou então a ser chamado de Vigia da Barra ou de Farol da Barra.

### Capitão Santo Antônio de Lisboa
Em 1705 o Senado da Câmara de Salvador solicitou ao governador-geral d. Rodrigo da Costa (1702-1705), que Santo Antônio de Lisboa sentasse praça nesta fortificação, no posto de Capitão (BARRETTO, 1958:170-171). A proposta foi aceite, tendo o governador-geral expedito ordem, a 16 de julho do mesmo ano, ao provedor-mor da Fazenda Real do Estado do Brasil, para que o santo assentasse praça no posto de Capitão-intertenido, com o soldo sendo pago ao síndico do Convento de São Francisco, o que foi aprovado pela Coroa por alvará de 7 de abril de 1707. Posteriormente, pelos decretos de 13 de Setembro de 1810 e de 25 de novembro de 1814, o soberano promoveu o santo aos postos de Major e de Tenente-coronel, respectivamente.

### Século XVIII

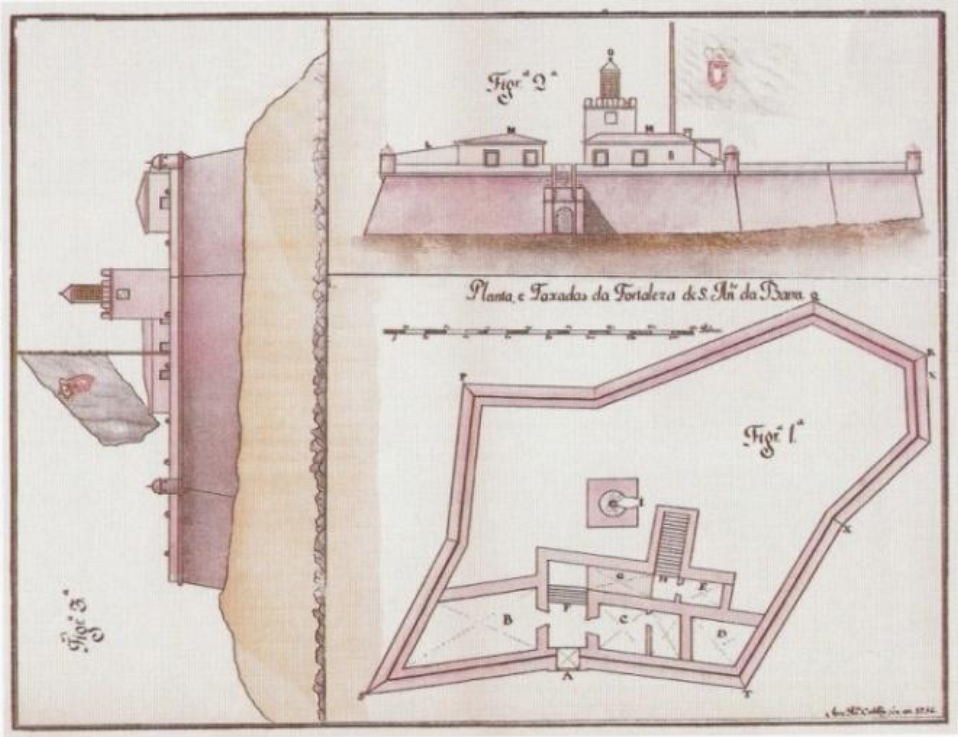
Forte de Santo Antônio da Barra: perfil e planta por José António Caldas (1759).

O forte apresentava ruína em 1752 e sofreu reformas em 1756. Segundo Barreto, é guarnecido por um capitão comandante, um sargento artilheiro, dois tambores e oito soldados artilheiros, artilhado com oito peças de bronze (duas de calibre 24, quatro de 16 e duas de 12) e dezessete de ferro (oito de calibre 36 e nove de 8), acredita-se que para esse meado do século XVIII. A iconografia de José António Caldas ("Planta e fachada do forte de S. Antonio da Barra". in: Cartas topográficas contem as plantas e prospectos das fortalezas que defendem a cidade da Bahia de Todos os Santos e seu reconcavo por mar e terra, c. 1764. Arquivo Histórico Ultramarino, Lisboa), exibe a planta atual, de autoria do engenheiro João Coutinho, atribuída ao ano de 1772, quando recebeu o formato de um polígono decagonal irregular, com seis ângulos salientes e quatro reentrantes, com parapeitos à barbeta. O terrapleno, acessado por um túnel em rampa que termina em escadaria, abriga edificações de um pavimento compreendendo as dependências de serviço (Casa de Comando, Quartel da Tropa, Cozinha, Casa da Palamenta, e outras), e cisterna abobadada. Nele estava situada ainda a torre do farol, de seção cilíndrica. A construção é em alvenaria de pedra gnaisse, extraída do próprio local, e a portada é em cantaria de arenito.
Encontra-se representado numa iconografia de Carlos Julião, sob o nome de 9. Forte de S. A. da Barra (Elevaçam e fasada que mostra em prospeto pela marinha, a cidade de Salvador, Bahia de todos os Santos, 1779. Gabinete de Estudos Arqueológicos de Engenharia Militar, Lisboa), ilustrada com os desenhos de trajes típicos femininos.

### Século XIX
Em 1809 contava com dezesseis peças, de calibres de 48 a 24 (SOUZA, 1885:92). Acredita-se que o autor tenha se baseado no "Parecer sobre a fortificação da Capital", do brigadeiro José Gonçalves Leão, presidente da Junta encarregada pelo governador da Bahia, em 1809, de propor as obras necessárias para a defesa da península e do recôncavo. Planta da época, assinala que o forte não dispunha de fosso e nem de ponte levadiça. A Casa de Comando, alteração do século XIX, apresenta janelas com lenço de pedra sob as guarnições.
Durante a Guerra da Independência esteve em mãos das forças portuguesas sob o comando do Coronel Inácio Luís Madeira de Melo, até à rendição em 1823.
À época do Período Regencial, o Decreto de 6 de julho de 1832 determinou a instalação de um farol mais moderno, fabricado na Inglaterra, em substituição ao antigo. Ao término das obras, inauguradas em 2 de dezembro de 1839, o novo equipamento de luz catóptico erguia-se sobre uma torre troncônica de alvenaria, com alcance de dezoito milhas náuticas com tempo claro.

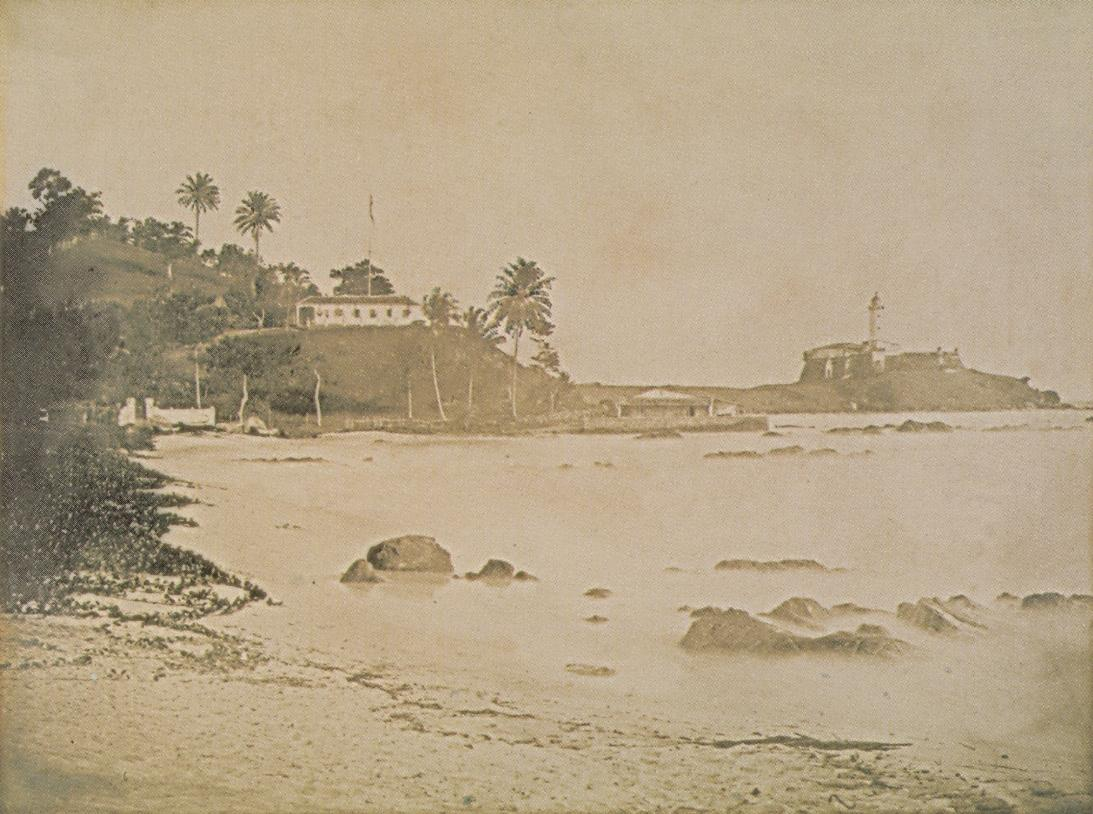
Praia do Farol da Barra em Salvador, província da Bahia (fotografia de Victor Frond, 1858).

Foi visitado em 1859 pelo Imperador D. Pedro II, que registrou em seu diário de viagem:
28 de Outubro - (...) De tarde fui passear à Barra, (...). Numa ponta da terra que entra pelo mar e sobre o morro, todo verde de relva, contrastando com as pedras próximas, levanta-se o forte de Santo Antônio da Barra dentro do qual está um farol. A torre tem 76 degraus em espiral, e mais dois lanços, um de nove degraus e outro de oito até à base de apoio do aparelho ao qual se chega subindo mais seis degraus. O aparelho compõe-se de 21 espelhos parabólicos de metal branco, sete dos quais são cobertos por vidro vermelho. Dá uma volta em 5 minutos, e consome 34 canadas de azeite doce por mês. (...) A despesa com a limpeza do aparelho é por conta do Arsenal. (...) Não há água perto, e apanham a da chuva dentro de umas pipas que vi dentro do forte.— Pedro II do Brasil PEDRO II, 2003:165-166.
No contexto da Questão Christie, o "Relatório do Estado das Fortalezas da Bahia" ao Presidente da Província, em 3 de agosto de 1863, deu-o como inútil para a sua finalidade defensiva, utilizado como farol, citando:

(…) É esta fortaleza o assento do farol, a favor de cujo serviço perdeu o seu destino próprio, e nem pode prestar simultâneamente com aquele, porque dos abalos e vibrações de artilharia devem resultar graves inconvenientes para as funções e mesmo existência do farol; mas quando o uso e as vantagens deste devessem ser propostas às que se podem tirar do Forte como recurso bélico, seria necessário o restabelecimento das obras de terrapleno, e as reparações reclamadas pelo abandono em que parece estar, apesar de ser habitada pelo pessoal do serviço do farol.

Em seu interior possui a fortaleza quatro casas, sendo duas abobadadas contíguas à entrada e duas no solo do terrapleno, que são alojamentos das pessoas acima aludidas e dependências do serviço do farol: estas casas precisam de algumas reparações. 
Novos reparos foram procedidos no forte em 1875, quando contava com nove peças em mau estado (SOUZA, 1885:92). Em 1888 um novo aparelho de luz foi encomendado na Europa para o Farol da Barra|Farol da Barra]], inaugurado em 20 de agosto de 1890.

### Século XX

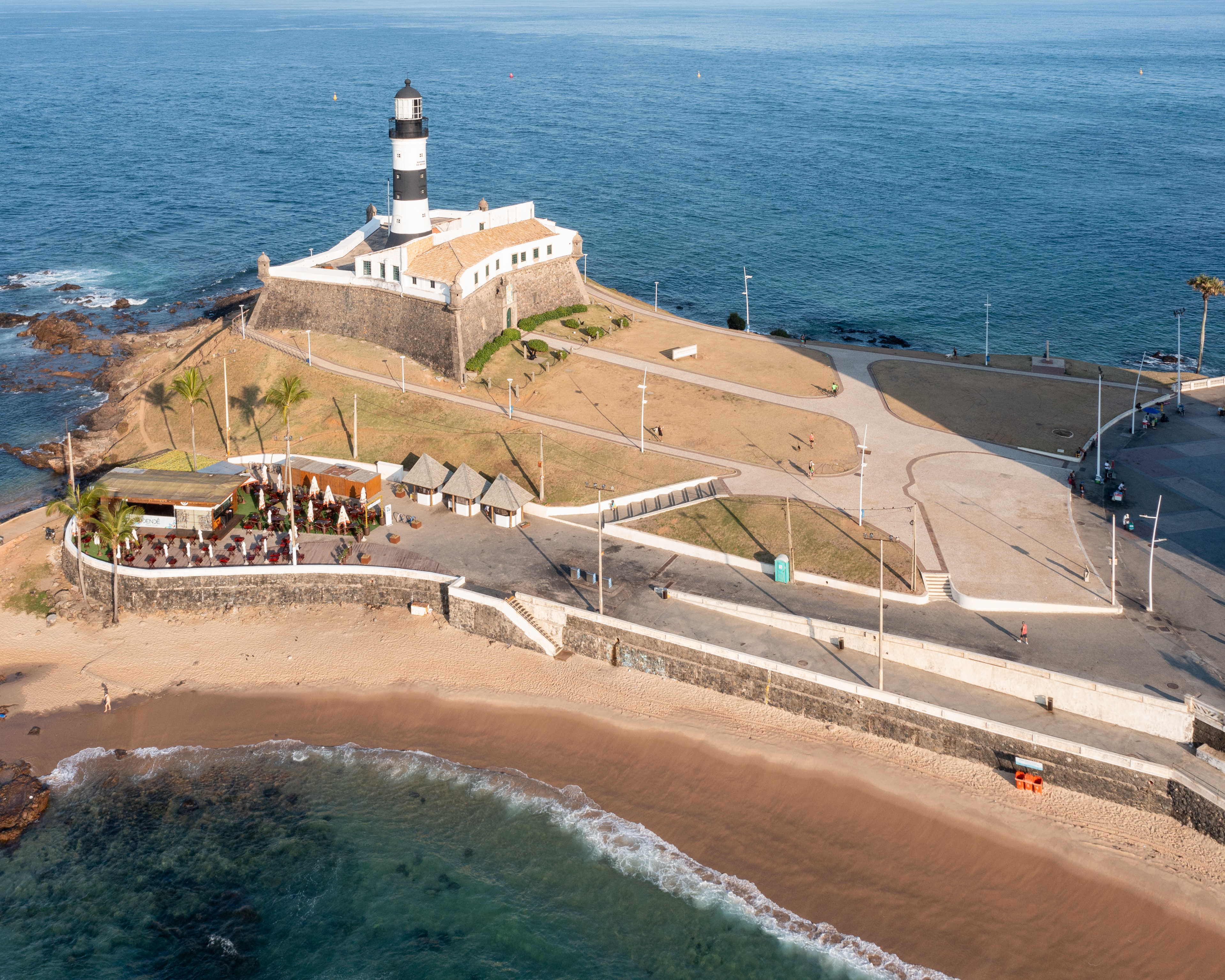
Vista aérea do Forte de Santo Antônio da Barra

Em 1903, novos reparos foram procedidos na estrutura do farol e nas casas dos faroleiros. Em 1906 o Ministério do Exército cedeu o edifício mais próximo ao Farol, no terrapleno, para servir de residência aos faroleiros, e em agosto do ano seguinte a Capitania dos Portos recebeu o montante necessário para consertos gerais e pintura externa e interna do farol e casa dos faroleiros, procedimentos repetidos em 1933, 1934 e 1935. De propriedade da União, o Forte de Santo Antônio da Barra, Forte Grande ou Fortaleza da Barra, foi tombado pelo então Serviço do Patrimônio Histórico e Artístico Nacional, em 1938.
Administrado pela Marinha do Brasil, após uma inspeção realizada pelo então Capitão-de-Mar-e-Guerra Max Justo Guedes, foram executadas, de junho de 1974 a 31 de março de 1975, obras de adaptação para a instalação da Seção do Museu Naval e Oceanográfico (Museu de Hidrografia, especializado em hidrografia e cartografia náutica) nas suas dependências. Novas obras para ampliação do Museu e restauro do forte e farol foram executadas em 1990, com o apoio da empresa AGA S/A e pessoal da guarnição do navio balizador Faroleiro Nascimento, da Marinha brasileira, tendo sido homenageado com uma emissão filatélica da ECT da Série Faróis Brasileiros, emitido em 28 de setembro de 1995.
O forte integra o Projeto de revitalização das Fortalezas Históricas de Salvador, da Secretaria de Cultura e Turismo em parceria com o Exército Brasileiro. Voltou a sofrer intervenção de restauro no período de 1995-1998 com recursos oriundos da Fundação de Assuntos do Mar (ProMar) através de convênio firmado com o Ministério da Marinha, passando a abrigar o Museu Náutico da Bahia (10 de dezembro de 1998), que mantém em acervo peças de arqueologia submarina, réplicas de embarcações, equipamentos para navegação, cartas náuticas e outros documentos.